# DOS-2
DOS-2是禮炮計劃中的一個模組的名稱。它於1972年7月29日，由质子号运载火箭運載升空。但由於二級火箭的失敗，令太空站不能進入軌道。最後，模組墜毀於太平洋中。